# Pedro the Lion
Pedro the Lion é uma banda de indie rock formada em 1995 em Seattle, Washington por David Bazan, com o primeiro EP lançado em abril de 1997. Após quinze anos sem lançar nada, eles lançaram o seu sexto albúm de estúdio, ‘’Phoenix.’’ 2019
Ao longo da carreira, a banda mudou muitas vezes sua formação, mas Banzan permaneceu o músico principal, cantando e tocando todos os instrumentos durante os dois primeiros ábuns, It's Hard to Find a Friend (1998) e Winners Never Quit (2000).
Atualmente, Bazan toca as músicas de todos os seus projetos (Pedro The Lion, David Bazan e Headphones) sob seu próprio nome. Isto pode ser conferido em seu recente dvd Alone at the Microphone.

## Integrantes
- David Bazan - vocal, guitarra, baixo, percussão (1997-2005)
- Benjamim Brubaker - bateria (1999, 2003)
- Jeremy Dybash - bateria (1998-2005)
- Johnathon Ford - baixo (1998-2005)
- Casey Foubert - bateria, teclados (2001-2004)
- Ben Gibbard - baixo (tour - 2000)
- Josh Golden - baixo, bateria (1999-2000)
- Frank Lenz - bateria (tour: 2004-2005)
- Ken Maiuri - baixo (2004-2005)
- Trey Many - bateria, baixo, guitarra (1998, 2000-2001, 2005)
- Yuuki Matthews - teclados (2000-2005)
- James McAlister - teclados, percussão (2004)
- Paul Mumaw - bateria (1998-2005)
- Brian Olson - bateria (1997-2005)
- Nick Peterson - guitarra (1997-1999)
- Tim Schiefer - guitarra (1997-2005)
- Travis Smith - baixo (1997-2005)
- Tim Walsh - baixo, guitarra, teclado, bateria (2000, 2002, 2003-2005)
- Christian Wargo - guitarra (2003-2005)
- Blake Wescott - bateria (1998-2005)

## Discografia

### Álbuns
- It's Hard to Find a Friend (1998)
- Winners Never Quit (2000)
- Control (2002)
- Achilles Heel (2004)
- Phoenix (2019)

### EPs
- Whole (1997)
- The Only Reason I Feel Secure (1999)
- Progress (2000)
- Tour EP '04 (2004)
- Stations (2004)

### Singles
- Big Trucks (1998)
- Song A/Song B (Sub Pop Singles Club) (1999)
- Helicopter (1999)
- Progress/A Guitar for Janie (2000)
- I Heard the Bells on Christmas Day (2002)
- The Poison Makes/Walk Slow (2003)
- The First Noel (2003)
- God Rest Ye Merry Gentlemen (2005)